# 1452
Il 1452 (MCDLII in numeri romani) è un anno bisestile del XV secolo.

## Eventi
- 16-19 marzo – Il papa Niccolò V incorona per l'ultima volta a Roma un imperatore: Federico III d'Asburgo.
- Luglio – Dopo 27 anni di lavoro di Lorenzo Ghiberti e della sua bottega, viene inaugurata la Porta del Paradiso a Firenze.
- 7 ottobre – Giovanni Soreth ottiene da Niccolò V la bolla Cum Nulla, che autorizza la fondazione delle Carmelitane.
- 12 dicembre - proclamazione unionista a Costantinopoli: viene ricomposto lo Scisma d'Oriente nella basilica di Santa Sofia.

## Nati
- 2 febbraio - Battista Fregoso, doge († 1504)
- 6 febbraio - Giovanna d'Aviz, principessa portoghese († 1490)
- 14 febbraio - Pandolfo Petrucci, politico italiano († 1512)
- 10 marzo - Ferdinando II d'Aragona, re († 1516)
- 14 marzo - David Ghirlandaio, pittore italiano († 1525)
- 15 aprile - Leonardo da Vinci, scienziato, inventore e artista italiano († 1519)
- 18 aprile - Rodolfo Gonzaga, condottiero italiano († 1495)
- 27 luglio - Ludovico il Moro, nobile italiano († 1508)
- 12 agosto - Abraham Zacuto, storico, astronomo e matematico spagnolo († 1515)
- 25 agosto - Bernardo Bellincioni, poeta italiano († 1492)
- 21 settembre - Girolamo Savonarola, religioso, politico e predicatore italiano († 1498)
- 2 ottobre - Riccardo III d'Inghilterra, sovrano († 1485)
- Ivo d'Allegri, condottiero francese († 1512)
- Attavante Attavanti, artista italiano († 1517)
- Guido Brandolini, condottiero italiano († 1503)
- Paolo Cappello, politico, ambasciatore e militare italiano († 1532)
- Neri di Gino Capponi, politico italiano († 1519)
- Prospero Colonna, generale italiano († 1523)
- Giorgio Corner, politico italiano († 1527)
- Pierre de La Rue, compositore fiammingo († 1518)
- Pietro del Donzello, pittore e architetto italiano († 1509)
- Ramiro de Lorca, militare spagnolo († 1502)
- Bérault Stuart d'Aubigny, nobile e condottiero francese († 1508)
- Johannes Stöffler, astronomo tedesco († 1531)
- Sünbül Efendi, mistico turco († 1529)
- Robert Willoughby, I barone Willoughby de Broke, ufficiale e nobile inglese († 1502)
- Galeotto II del Carretto, marchese († 1482)

## Morti
- 25 gennaio - Meliaduse d'Este, nobile (n. 1406)
- 10 febbraio - Švitrigaila, nobile lituano
- 3 marzo - Pietro Geremia, religioso italiano (n. 1399)
- 9 marzo - Magnus Tavast, arcivescovo cattolico finlandese
- 20 aprile - Reinardo III di Hanau, conte tedesco (n. 1412)
- 4 maggio - Giovanni XI di Alessandria, vescovo cristiano orientale egiziano
- 25 maggio - John Stafford, arcivescovo inglese
- 1º giugno - Munjong di Joseon, re coreano (n. 1414)
- 7 luglio - Eleonora Cobham, nobile britannica
- 24 settembre - Giovanni della Noce, condottiero italiano
- 4 ottobre - Memmo Agazzari, vescovo cattolico italiano
- 8 ottobre - Boleslao II di Teschen, duca
- 2 dicembre - Johannes Grünwalder, vescovo cattolico tedesco (n. 1392)
- 8 dicembre - Antonio Rizzo, navigatore e mercante italiano
- 31 dicembre - Raoul Roussel, arcivescovo cattolico francese
- Bicci di Lorenzo, pittore italiano
- Antonuccio Camponeschi, nobile e condottiero italiano
- Bernardo Carnesecchi, politico, mercante e mecenate italiano (n. 1398)
- Angelo Cavazza, vescovo cattolico italiano
- Andrea Domenico Fiocchi, umanista italiano
- Giorgio Gemisto Pletone, filosofo bizantino
- Paolo Maffei, religioso e umanista italiano (n. 1380)
- Bernat Martorell, pittore spagnolo (n. 1390)
- Giovanni Moncada Alagona, nobile, politico e militare italiano (n. 1375)
- Hernán Peraza il Vecchio, condottiero spagnolo (n. 1390)
- Ciriaco d'Ancona, archeologo e umanista italiano (n. 1391)
- Sō Sadamori, militare giapponese (n. 1385)
- Jordi d'Ornós, cardinale e vescovo cattolico francese
- Lazzaro Vasari, pittore italiano (n. 1399)
- Mykolas Žygimantaitis, principe lituano

## Calendario
| Calendario 1452 | Calendario 1452 | Calendario 1452 | Calendario 1452 | Calendario 1452 | Calendario 1452 | Calendario 1452 | Calendario 1452 | Calendario 1452 | Calendario 1452 | Calendario 1452 | Calendario 1452 | Calendario 1452 | Calendario 1452 | Calendario 1452 | Calendario 1452 | Calendario 1452 | Calendario 1452 | Calendario 1452 | Calendario 1452 | Calendario 1452 | Calendario 1452 | Calendario 1452 | Calendario 1452 | Calendario 1452 | Calendario 1452 | Calendario 1452 | Calendario 1452 | Calendario 1452 | Calendario 1452 | Calendario 1452 | Calendario 1452 | Calendario 1452 |
| --------------- | --------------- | --------------- | --------------- | --------------- | --------------- | --------------- | --------------- | --------------- | --------------- | --------------- | --------------- | --------------- | --------------- | --------------- | --------------- | --------------- | --------------- | --------------- | --------------- | --------------- | --------------- | --------------- | --------------- | --------------- | --------------- | --------------- | --------------- | --------------- | --------------- | --------------- | --------------- | --------------- |
|                 | 1               | 2               | 3               | 4               | 5               | 6               | 7               | 8               | 9               | 10              | 11              | 12              | 13              | 14              | 15              | 16              | 17              | 18              | 19              | 20              | 21              | 22              | 23              | 24              | 25              | 26              | 27              | 28              | 29              | 30              | 31              |                 |
| Gennaio         | Sa              | Do              | Lu              | Ma              | Me              | Gi              | Ve              | Sa              | Do              | Lu              | Ma              | Me              | Gi              | Ve              | Sa              | Do              | Lu              | Ma              | Me              | Gi              | Ve              | Sa              | Do              | Lu              | Ma              | Me              | Gi              | Ve              | Sa              | Do              | Lu              |                 |
| Febbraio        | Ma              | Me              | Gi              | Ve              | Sa              | Do              | Lu              | Ma              | Me              | Gi              | Ve              | Sa              | Do              | Lu              | Ma              | Me              | Gi              | Ve              | Sa              | Do              | Lu              | Ma              | Me              | Gi              | Ve              | Sa              | Do              | Lu              | Ma              |                 |                 |                 |
| Marzo           | Me              | Gi              | Ve              | Sa              | Do              | Lu              | Ma              | Me              | Gi              | Ve              | Sa              | Do              | Lu              | Ma              | Me              | Gi              | Ve              | Sa              | Do              | Lu              | Ma              | Me              | Gi              | Ve              | Sa              | Do              | Lu              | Ma              | Me              | Gi              | Ve              |                 |
| Aprile          | Sa              | Do              | Lu              | Ma              | Me              | Gi              | Ve              | Sa              | Do              | Lu              | Ma              | Me              | Gi              | Ve              | Sa              | Do              | Lu              | Ma              | Me              | Gi              | Ve              | Sa              | Do              | Lu              | Ma              | Me              | Gi              | Ve              | Sa              | Do              |                 |                 |
| Maggio          | Lu              | Ma              | Me              | Gi              | Ve              | Sa              | Do              | Lu              | Ma              | Me              | Gi              | Ve              | Sa              | Do              | Lu              | Ma              | Me              | Gi              | Ve              | Sa              | Do              | Lu              | Ma              | Me              | Gi              | Ve              | Sa              | Do              | Lu              | Ma              | Me              |                 |
| Giugno          | Gi              | Ve              | Sa              | Do              | Lu              | Ma              | Me              | Gi              | Ve              | Sa              | Do              | Lu              | Ma              | Me              | Gi              | Ve              | Sa              | Do              | Lu              | Ma              | Me              | Gi              | Ve              | Sa              | Do              | Lu              | Ma              | Me              | Gi              | Ve              |                 |                 |
| Luglio          | Sa              | Do              | Lu              | Ma              | Me              | Gi              | Ve              | Sa              | Do              | Lu              | Ma              | Me              | Gi              | Ve              | Sa              | Do              | Lu              | Ma              | Me              | Gi              | Ve              | Sa              | Do              | Lu              | Ma              | Me              | Gi              | Ve              | Sa              | Do              | Lu              |                 |
| Agosto          | Ma              | Me              | Gi              | Ve              | Sa              | Do              | Lu              | Ma              | Me              | Gi              | Ve              | Sa              | Do              | Lu              | Ma              | Me              | Gi              | Ve              | Sa              | Do              | Lu              | Ma              | Me              | Gi              | Ve              | Sa              | Do              | Lu              | Ma              | Me              | Gi              |                 |
| Settembre       | Ve              | Sa              | Do              | Lu              | Ma              | Me              | Gi              | Ve              | Sa              | Do              | Lu              | Ma              | Me              | Gi              | Ve              | Sa              | Do              | Lu              | Ma              | Me              | Gi              | Ve              | Sa              | Do              | Lu              | Ma              | Me              | Gi              | Ve              | Sa              |                 |                 |
| Ottobre         | Do              | Lu              | Ma              | Me              | Gi              | Ve              | Sa              | Do              | Lu              | Ma              | Me              | Gi              | Ve              | Sa              | Do              | Lu              | Ma              | Me              | Gi              | Ve              | Sa              | Do              | Lu              | Ma              | Me              | Gi              | Ve              | Sa              | Do              | Lu              | Ma              |                 |
| Novembre        | Me              | Gi              | Ve              | Sa              | Do              | Lu              | Ma              | Me              | Gi              | Ve              | Sa              | Do              | Lu              | Ma              | Me              | Gi              | Ve              | Sa              | Do              | Lu              | Ma              | Me              | Gi              | Ve              | Sa              | Do              | Lu              | Ma              | Me              | Gi              |                 |                 |
| Dicembre        | Ve              | Sa              | Do              | Lu              | Ma              | Me              | Gi              | Ve              | Sa              | Do              | Lu              | Ma              | Me              | Gi              | Ve              | Sa              | Do              | Lu              | Ma              | Me              | Gi              | Ve              | Sa              | Do              | Lu              | Ma              | Me              | Gi              | Ve              | Sa              | Do              |                 |